# Мамедов, Ниджат (футболист)
Ниджат Мамедов (азерб. Məmmədov Nicat; 1 мая 1989, Кировабад, Азербайджанская ССР) — азербайджанский футболист. Выступает на позиции защитника.

## Клубная карьера
Родившийся в 1989 году в городе Кировабаде Ниджат Мамедов является воспитанником гянджинской школы футбола. Профессиональную карьеру футболиста начал в 2010 году в составе ФК «Кяпаз» Гянджа, ведущего борьбу в Премьер-Лиге Азербайджана. Выступал в составе «горцев» под № 2 как в дублирующем, так и в основном составах клуба.

### Чемпионат
Статистика выступлений в чемпионате Азербайджана по сезонам:
| № | Сезон       | Клуб    | Лига            | Игр | Голов |
| - | ----------- | ------- | --------------- | --- | ----- |
| 1 | 2010 / 2011 | «Кяпаз» | Премьер-лига    | 1   | 0     |
| 2 | 2011 / 2012 | «Кяпаз» | Премьер-лига    | 7   | 0     |
| 3 | 2012 / 2013 | «Кяпаз» | Премьер-лига    | 11  | 0     |
| 4 | 2013 / 2014 | «Кяпаз» | Первый Дивизион | ?   | 0     |

### Кубок
Статистика выступлений в Кубке Азербайджана по сезонам:
| № | Сезон       | Клуб    | Игр | Голов |
| - | ----------- | ------- | --- | ----- |
| 1 | 2011 / 2012 | «Кяпаз» | 1   | 0     |
| 2 | 2012 / 2013 | «Кяпаз» | 2   | 0     |
| 3 | 2013 / 2014 | «Кяпаз» | 1   | 0     |